# زیتا الغربیه
زیتا الغربیه (به عربی: زیتا الغربیة) یک روستا در سوریه است که در قصیر واقع شده‌است. زیتا الغربیه ۲٬۹۲۲ نفر جمعیت دارد.